# 亞洲貨櫃物流中心

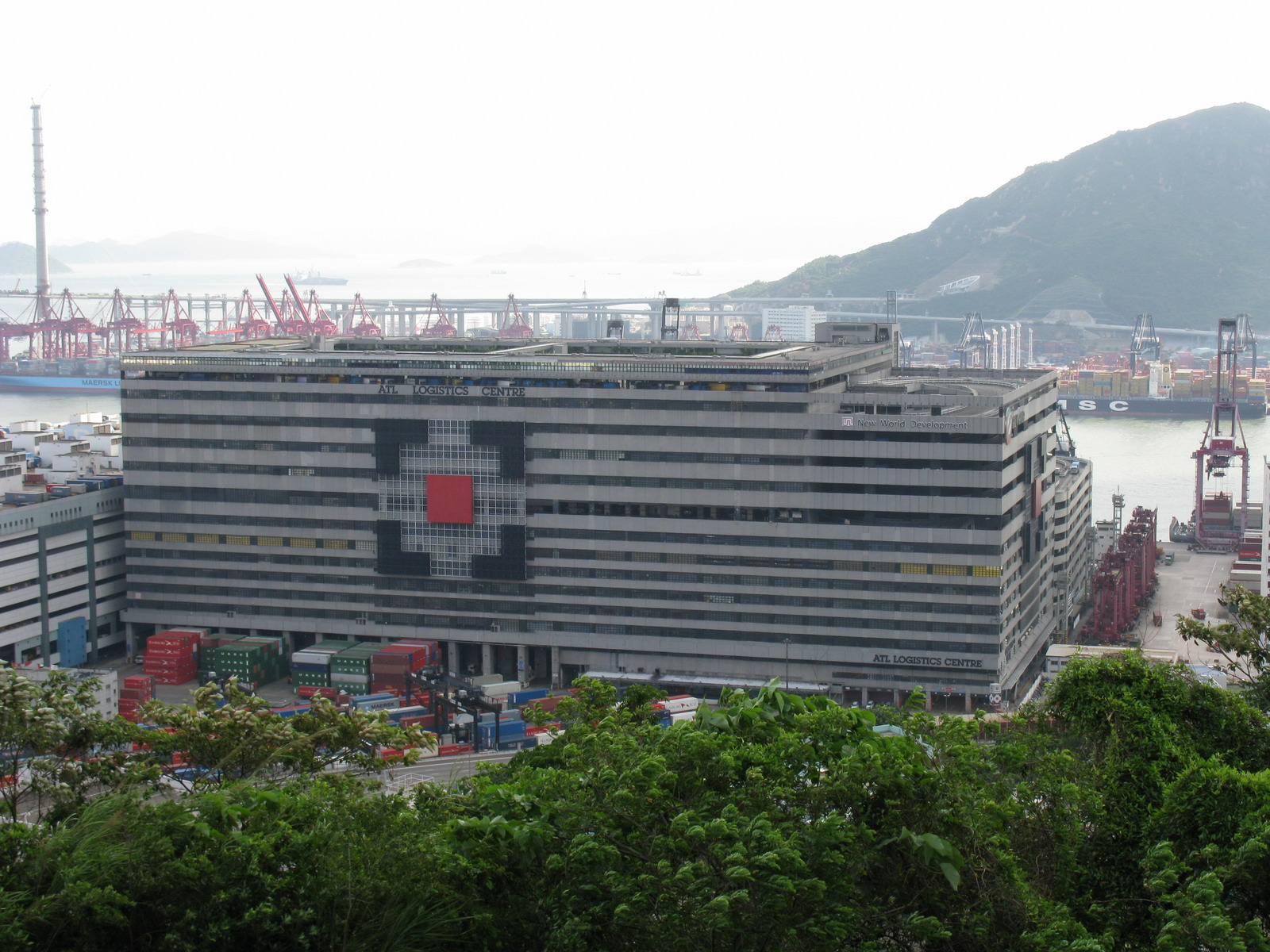
亞洲貨櫃物流中心

亞洲貨櫃物流中心位於香港葵涌貨櫃碼頭，是全球最大型多層式貨運工業大廈，總建築面積逾八十萬平方米。項目由劉榮廣設計，分兩期建成。大樓採用大型微斜坡道貫穿各樓層，取代其他貨倉大廈常見的升降機，讓貨櫃車直接到達每層貨倉的入口，節省輪候升降機的時間，提升貨物起卸的效率。大樓中層及頂層設有停車間。